# Aedes mefouensis
Aedes mefouensis é um espécie de mosquito do Género Aedes, pertencente à família Culicidae.